# Dmitrij Łośkow
Dmitrij Wiaczesławowicz Łośkow (cyr. Дмитрий Вячеславович Лоськов; ur. 12 lutego 1974 w Kurganie) – piłkarz rosyjski grający na pozycji ofensywnego pomocnika. iększość swojej kariery spędził w rosyjskim Lokomotiwie Moskwa, dla którego rozegrał 321 meczów i zdobył 99 goli.

## Kariera klubowa
Łośkow pochodzi z miasta Kurgan. Jako młody chłopiec uczęszczał do tamtejszej szkółki piłkarskiej o nazwie Torpedo. W 1990 roku wyjechał do Rostowa nad Donem i w 1991 roku został piłkarzem Rostsielmaszu Rostów i wystąpił wówczas we 2 meczach ligi ZSRR. W 1992 roku zadebiutował w jego barwach w rozgrywkach Premier Ligi. Członkiem meczowego składu stał się rok później, jednak Rostsielmasz spadł wówczas do Pierwszej Dywizji. W 1994 roku swoimi 11 golami przyczynił się do powrotu drużyny do ekstraklasy. W drużynie z Rostowa grał jeszcze w latach 1995–1996, ale nie osiągnął sukcesów. Dla Rostielmaszu rozegrał 117 meczów i zdobył 25 goli.
W 1997 roku Łoskow przeszedł do moskiewskiego Lokomotiwu. W nowym klubie niemal od początku był zawodnikiem wyjściowej jedenastki i w pierwszym sezonie zajął z Lokomotiwem 5. miejsce w lidze. W 1998 roku awansował do finału Pucharu Rosji, a w rozgrywkach ligowych zajął z Lokomotiwem 3. pozycję. Zadebiutował w europejskich pucharach, w Pucharze UEFA. W 1999 roku wywalczył wicemistrzostwo Rosji i zdobył 14 goli będąc jednym z najlepszych strzelców w lidze. W 2000 roku powtórzył sukces z Lokomotiwem z poprzedniego roku, a zdobywając 15 bramek został królem strzelców ligi. Zdobył też Puchar Rosji. W 2001 roku jego sukcesy to kolejny krajowy puchar i kolejne wicemistrzostwo, a w 2002 roku po raz pierwszy w karierze Dmitrij został mistrzem Rosji. Swoją postawą został wyróżniony nagrodą dla Piłkarza Roku w Premier Lidze. W 2003 roku Lokomotiw był w lidze dopiero 4., ale Łoskow był najjaśniejszym piłkarzem w sezonie – 14 goli dało mu drugi tytuł króla strzelców. W 2004 roku wywalczył drugie mistrzostwo w karierze, a w 2005 roku zajął 3. pozycję, podobnie jak w 2006 roku. Przez 11 i pół roku rozegrał dla Lokomotiwu 278 spotkań i strzelił w nich 95 bramki. Stał się legendą i ulubieńcem kibiców.
Latem 2007 roku Łoskow odszedł z moskiewskiego zespołu. Za 1,5 miliona euro przeszedł do Saturna Ramienskoje. Zawodnikiem Saturna był do połowy 2010 roku i wtedy też powrócił do Lokomotiwu Moskwa.

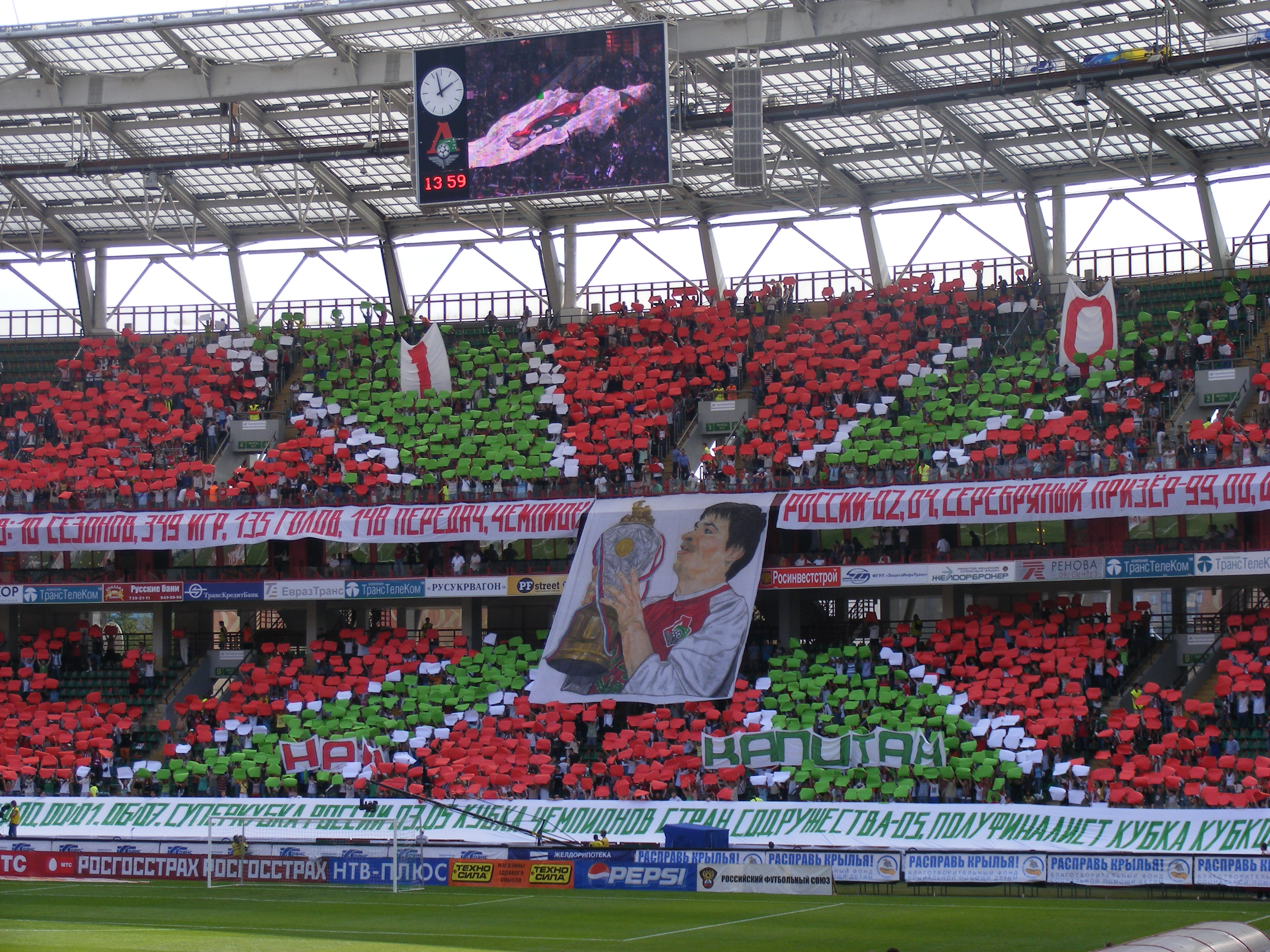
Pozdrowienia fanów Lokomotiwu dla Łośkowa, podczas jego pierwszego meczu przeciwko moskiewskiemu klubowi w barwach Saturna

| Sezon   | Klub                | Kraj  | Rozgrywki        | Mecze | Bramki |
| ------- | ------------------- | ----- | ---------------- | ----- | ------ |
| 1991    | Rostsielmasz Rostów | ZSRR  | 1. liga          | 2     | 0      |
| 1992    | Rostsielmasz Rostów | Rosja | Priemjer-Liga    | 6     | 0      |
| 1993    | Rostsielmasz Rostów | Rosja | Priemjer-Liga    | 18    | 1      |
| 1994    | Rostsielmasz Rostów | Rosja | Pierwyj diwizion | 37    | 11     |
| 1995    | Rostsielmasz Rostów | Rosja | Priemjer-Liga    | 27    | 5      |
| 1996    | Rostsielmasz Rostów | Rosja | Priemjer-Liga    | 27    | 8      |
| 1997    | Lokomotiw Moskwa    | Rosja | Priemjer-Liga    | 23    | 6      |
| 1998    | Lokomotiw Moskwa    | Rosja | Priemjer-Liga    | 18    | 4      |
| 1999    | Lokomotiw Moskwa    | Rosja | Priemjer-Liga    | 28    | 14     |
| 2000    | Lokomotiw Moskwa    | Rosja | Priemjer-Liga    | 26    | 5      |
| 2001    | Lokomotiw Moskwa    | Rosja | Priemjer-Liga    | 29    | 12     |
| 2002    | Lokomotiw Moskwa    | Rosja | Priemjer-Liga    | 29    | 6      |
| 2003    | Lokomotiw Moskwa    | Rosja | Priemjer-Liga    | 29    | 13     |
| 2004    | Lokomotiw Moskwa    | Rosja | Priemjer-Liga    | 30    | 4      |
| 2005    | Lokomotiw Moskwa    | Rosja | Priemjer-Liga    | 22    | 6      |
| 2006    | Lokomotiw Moskwa    | Rosja | Priemjer-Liga    | 29    | 13     |
| 2007    | Lokomotiw Moskwa    | Rosja | Priemjer-Liga    | 13    | 0      |
| 2007    | Saturn Ramienskoje  | Rosja | Priemjer-Liga    | 15    | 1      |
| 2008    | Saturn Ramienskoje  | Rosja | Priemjer-Liga    | 15    | 1      |
| 2009    | Saturn Ramienskoje  | Rosja | Priemjer-Liga    | 17    | 5      |
| 2010    | Saturn Ramienskoje  | Rosja | Priemjer-Liga    | 6     | 0      |
| 2010    | Lokomotiw Moskwa    | Rosja | Priemjer-Liga    | 13    | 1      |
| 2011/12 | Lokomotiw Moskwa    | Rosja | Priemjer-Liga    | 30    | 3      |
| 2012/13 | Lokomotiw Moskwa    | Rosja | Priemjer-Liga    | 0     | 0      |

## Kariera reprezentacyjna
W reprezentacji Rosji Łośkow zadebiutował 31 maja 2000 roku w zremisowanym 1:1 towarzyskim meczu z reprezentacją Słowacji. W 2004 roku został powołany przez Gieorgija Jarcewa do kadry na Euro 2004. Tam zagrał w jednym spotkaniu, przegranym 0:2 z Portugalią, przekreślającym szanse Rosjan na wyjście z grupy.